# M134

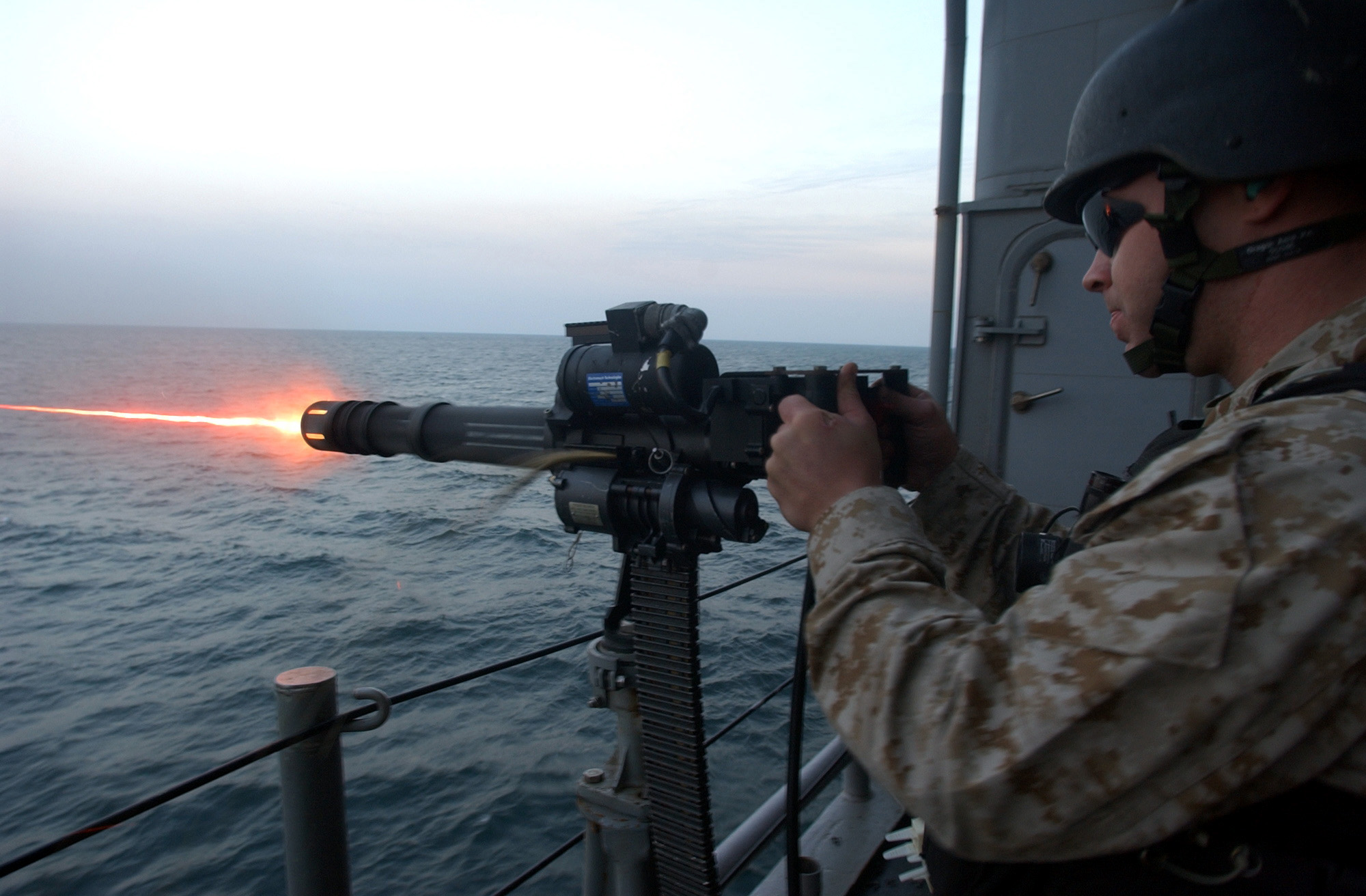
Un minigun sur le croiseur USS Philippine Sea CG-58 en février 2004.

La M134 "Minigun" de General Electric est le nom commercial d'une mitrailleuse à canons multiples utilisant le style de rotation des canons Gatling.
Chambrée en 7,62 × 51 mm OTAN avec une cadence de tir très élevée allant jusqu'à 100 cartouches à la seconde, cadence de tir qui fut actée par le Guinness Book 2002. Néanmoins, le système d'alimentation étant électrique et le fonctionnement étant géré soit mécaniquement soit électroniquement, la cadence est ajustable, notamment pour des appareils limités en munitions tel l'hélicoptère MH-6 Little Bird. On peut sélectionner 1 000, 2 000, 3 000 ou 4 000 coups à la minute (par exemple la cadence est de 4 000 coups à la minute sur les tout-terrain Humvee de l'armée américaine).

## Historique

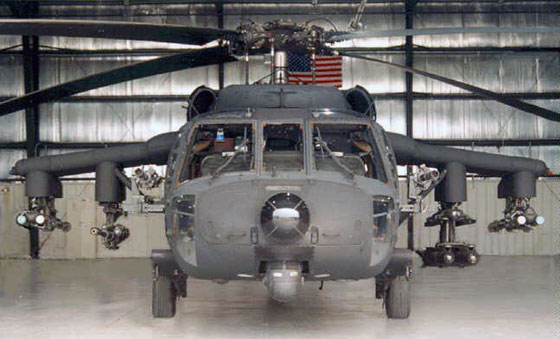
Un MH-60L Black Hawk « Direct Action Penetrator » utilisé exclusivement par le 160th Special Operations Aviation Regiment armé de 2 miniguns M134 de part et d'autre du cockpit, d'un total de quatre missiles air-air Stinger AIM-92 Stinger, d'un canon automatique de marque chain gun M230 et d'un lanceur M299 avec 2 missiles antichars AGM-114 Hellfire sur les moignons d'ailes.

Elle fut développée aux États-Unis dans les années 1960 par General Electric pour servir d'arme de soutien aux hélicoptères et aux avions de type Gunship. Elle remplaça la M240 sur beaucoup d'appareils.

## Caractéristiques techniques
- Masse = 18,8 kg
- Longueur = 80 cm
- 6 canons

## Culture Populaire
Le M134 apparait dans diverses œuvres de fiction

### Films
- Les M134 les plus connus se trouvent dans Predator et dans Terminator 2.
- Le M134 apparaît dans le film Jurassic World, où il est monté sur un hélicoptère dans le but d'abattre un dinosaure échappé, tentative qui échoue dramatiquement.
- Le M134 apparaît également dans le film Iron Man 2, où il est greffé à l'épaule de l'armure de War Machine.
- Le M134 est installé sur un hélicoptère dans le film Matrix, et est utilisé par le héros Néo.
- le M134 sur voiture dans le film The Beekeeper.

### Jeux vidéo
- le M134 est présent dans les trois opus de la saga Modern Warfare où il peut être utilisé par le joueur :
  - Dans Call of Duty 4: Modern Warfare, il est monté sur les hélicoptères
  - Dans Call of Duty: Modern Warfare 2, en plus d'être monté sur les hélicoptères, on peut le voir monté sur des Humvees
  - Dans Call of Duty: Modern Warfare 3, en plus d'être monté sur les hélicoptères, on peut le voir monté sur les chars Abrams
- Il apparaît dans le jeu Delta Force: Black Hawk Down et son extension Team Sabre
- Il apparaît sous le nom minigun dans le jeu Fortnite
- Il apparaît dans le jeu Payday 2 sous le nom minigun Vulcan
- Il apparaît sous le nom minigun dans le jeu Grand Theft Auto V
- Il apparaît dans le jeu surviv.io sous son vrai nom « M134 »
- Il apparaît dans le jeu ZombsRoyal.io sous le nom de "minigun".

1. Dans les fallout

- Il apparaît dans le jeu video Tom Clancy's The Division 2 comme arme de spécialiste « Artilleur » et dans différents endroits monté sur trépied.